# Fachverband Sucht
Der Fachverband Sucht+ e. V. Fachverband für Sucht plus Psychosomatik (FVS) ist ein bundesweit tätiger Fachverband mit Sitz in Bonn, in dem rund 95 stationäre, ganztägig ambulante und ambulante Einrichtungen mit etwa 6.500 Plätzen zur Behandlung, Versorgung und Beratung von Menschen mit Problemen im Umgang mit stoffgebundenen und stoffungebundenen Suchtmitteln angeschlossen sind.

## Der Verband
Der 1976 als eingetragener Verein gegründete Verband vertritt Mitgliedseinrichtungen, die Alkohol-, Medikamenten-, Drogen-, Glücksspielsucht und pathologischen PC Gebrauch sowie psychosomatische Störungsbilder, die in Zusammenhang mit suchtnahen Verhaltensweisen stehen, therapieren. Dem Verband gehören Fachkliniken, Fachabteilungen, Fachambulanzen, Nachsorgeeinrichtungen, interne und externe Adaptionseinrichtungen sowie soziotherapeutische Einrichtungen an. Sitz des Verbandes ist Bonn, hier befindet sich auch die Geschäftsstelle.
Der FVS ist ein Spitzenverband, der in dieser Funktion die Suchthilfe in den Gremien der Kranken – und Rentenversicherung vertritt und bei Verhandlungen Ansprechpartner ist. Der Verband ist als gemeinnützig anerkannt und finanziell unabhängig. Seine Arbeit wird aus den Beiträgen der Mitglieder finanziert. Der Verband ist politisch und konfessionell unabhängig.
Bis 2021 trug der Verband den Namen Fachverband Sucht e.V., seit 1. Januar 2022 trägt er den Namen Fachverband Sucht+ e.V. Fachverband für Sucht plus Psychosomatik. Die Abkürzung des Namens FVS bleibt bestehen.

## Aufgaben und Ziele
Ziel des Fachverbandes ist die Förderung von Maßnahmen, die ein suchtfreies Leben ermöglichen. Dazu gehört auch der Einsatz gegen Faktoren, welche zur Entstehung und Aufrechterhaltung von Süchten beitragen sowie der Kampf gegen die gravierenden negativen Folgen von Suchterkrankungen. Die Erweiterung des Fokus unter anderem auf den schädlichen Konsum von Suchtstoffen sowie auf krankhaftes Glücksspielen und problematischen Internetgebrauch erfolgt auch, um dadurch bedingten Teilhabeeinschränkungen offensiv entgegenzuwirken. Dabei verfolgt der Verband auch das Ziel Behandlungsmöglichkeiten, welche die Kombination psychischer Störungen mit schädlichem Substanzgebrauch in ihren Konzeptionen berücksichtigen, zu fördern.
Der FVS erachtet Behandlungs- und Versorgungsangebote, welche die Individualität der zu unterstützenden Person berücksichtigen und den verschiedenen Bedarfen differenziert gerecht werden, als besonders wirksam. Präventive Maßnahmen, die geeignet sind, Suchtentwicklungen auf allen Ebenen zu verhindern, werden unterstützt. Ein Schwerpunkt der Vereinsarbeit stellt die Interessenvertretung der Mitgliedseinrichtungen in Verhandlungen mit den jeweiligen Entscheidungsinstanzen der Leistungsträger (Rentenversicherung, Gesetzliche Krankenversicherung, Unfallversicherung) und der Politik (Bund, Länder, Kommunen) sowie die Mitwirkung in entsprechenden Ausschüssen und Expertengremien (z. B. zu den Themen Qualitätsentwicklung, Vergütung, Leistungsbeschreibungen und Strukturmerkmale) dar.
Der Verband bietet Menschen, die von Sucht und suchtnahen Verhaltensstörungen betroffenen sind und ihren Angehörigen sowie Fachleuten eine Plattform für einen gemeinsamen Informationsaustausch. Er gibt Hilfen bei der Bewältigung von damit verbundenen Problemen. Zu Themen, die im Rahmen der Behandlung und Versorgung von suchtkranken Menschen relevant sind, werden entsprechende Weiterbildungsangebote in Form von Seminaren und Kongressen angeboten. Zweimal jährlich veröffentlicht der Verband außerdem die Fachzeitschrift SuchtAktuell mit Beiträgen aus der Wissenschaft und der praktischen Anwendung.
Der Fachverband Sucht+ e. V. setzt sich für eine qualitativ hochwertige Behandlung von Menschen ein, die durch schädlichen Gebrauch und Abhängigkeit von Suchtmitteln bzw. durch abhängige Verhaltensweisen in ihrer Teilhabe behindert sind. Dieses Ziel unterstützt der Verband u. a. durch seine fachliche Mitarbeit bei der Entwicklung von AWMF Leitlinien (z. B. Alkohol, Medikamente, Tabak, Opiod-Substitution, pathologischer PC-/Internetgebrauch) und speziellen Fachkonzepten (z. B. für Begleitkinder in Fachkliniken). Der Verband ist außerdem herausgebende Stelle des Zertifizierungsverfahrens FVS und führt zu aktuellen und strategisch bedeutsamen Fragestellungen (u. a. Belegungssituation, Vergütung) statistische Erhebungen und Analysen durch. In der Folge können Projekte initiiert und die Mitgliedseinrichtungen beim Benchmarking zu ausgewählten Kennzahlen und Qualitätsindikatoren unterstützt werden.
Weitere Schwerpunkte der Vereinsarbeit sind die Öffentlichkeitsarbeit in Form von gesundheitspolitischen Stellungnahmen, Pressemeldungen und der Beantwortung von individuellen Anfragen. Weiterhin werden öffentliche Kongresse und Arbeitstreffen organisiert und durchgeführt. Darüber hinaus steht die Netzwerkarbeit durch Kooperation mit anderen Institutionen (u. a. Behörden, Fachverbänden, Hochschulen, Fachgesellschaften des In- und Auslandes, der Arbeitsgemeinschaft Medizinische Rehabilitation (AG MedReha)) im Fokus der Bemühungen des Fachverbandes.

## Qualitätsmanagement
Die Qualität bestehender und zukünftiger Behandlungsangebote für Menschen mit substanzbezogenen Störungen zu fördern, stellt eine der zentralen Aufgaben des Fachverbandes Sucht+ e. V. dar. Neben Ansätzen der externen Qualitätssicherung durch die Leistungsträger gewinnen in den letzten Jahren zunehmend einrichtungsinterne Qualitätsmanagement- und Zertifizierungsverfahren an Bedeutung. Diese werden auch vom Gesetzgeber z. B. im Rahmen des § 137 SGB V oder des § 20 SGB IX alt bzw. § 38 SGB IX neu (ab 13. Dezember 2016) gefordert. Die Leistungserbringer werden darin verpflichtet, ein einrichtungsinternes Qualitätsmanagement sicherzustellen, das durch zielgerichtete und systematische Verfahren und Maßnahmen die Qualität der Versorgung gewährleistet und kontinuierlich verbessert. Ferner müssen sich stationäre Rehabilitationseinrichtungen zertifizieren lassen.

### Zertifizierungsverfahren
Der FVS ist Herausgeber von zwei Zertifizierungsverfahren:
- FVS/DEGEMED-Zertifizierungsverfahren im Bereich der medizinischen Rehabilitation für die Indikationsbereiche „Abhängigkeitserkrankungen“ und „Psychosomatik“ (ganztägig ambulante, stationäre Einrichtungen), Version 5.0

- FVS-Verfahren QM-/Zertifizierungsverfahren für den Bereich Soziotherapeutische Einrichtungen für Suchtkranke (ambulante und stationäre Einrichtungen) „Abhängigkeitserkrankungen“ und „Psychosomatik“ (ganztägig ambulante, stationäre Einrichtungen), Version 3.0

Des Weiteren hat der Fachverband Sucht+ e. V. gemeinsam mit dem Bundesverband Deutscher Privatkliniken e. V. (BDPK) und dem Institut für Qualitätsmanagement im Gesundheitswesen (IQMG) an einem weiteren Verfahren (BDPK/IQMP-Reha) mitgewirkt.

## Gremienarbeit
Der FVS wirkt in verschiedenen Gremien mit. Hierzu gehören z. B.
- AG MedReha
- Arbeitsgruppe Zertifizierungsfirmen der DEGEMED und des FVS
- Beirat RehaPro, Initiative des Bundesministeriums für Arbeit und Soziales
- Fachbeirat Suchthilfestatistik
- Gemeinsamer Ausschuss zu § 137d SGB V – Qualitätssicherung der gesetzlichen Krankenversicherung (QS-Reha)
- Gesprächsrunden:
  - Deutsche Rentenversicherung und Suchtverbände
  - Deutsche Rentenversicherung Bund (Träger) und Suchtverbände
- Gesundheitsziele.de:
  - Arbeitsgruppe „Alkoholkonsum reduzieren“
  - „Tabakkonsum reduzieren“
- Konferenz der Spitzenverbände der medizinischen und beruflichen Rehabilitation
- Nationale Suchthilfestatistik
- Qualitätssicherung: QS-Koordinatoren der DRV / Spitzenverbände der medizinischen Rehabilitation
- Reha-Tag
- Statistikausschuss der Deutschen Hauptstelle für Suchtfragen (DHS)
- Diverse Gremien auf Länderebene

## Struktur
Die Organe des FVS sind die Mitgliederversammlung und der gewählte Vorstand. Zum FVS gehören:
- Der aus acht Personen bestehende Vorstand (Vorsitzende:   Monika Vogelgesang)
- Die Geschäftsstelle in Bonn mit vier Mitarbeiterinnen (Geschäftsführer:   Thomas Klein)
- Sechs regionale Sektionen (Baden-Württemberg, Bayern, Hessen/Rheinland-Pfalz, Nordrhein-Westfalen, Nord und Ost), die sich jeweils ein - bis zweimal im Jahr zum Erfahrungs- und Informationsaustausch treffen
- Qualitätszirkel zu den Themen: Adaption, Ambulante Rehabilitation, Ganztägig Ambulante Rehabilitation, Drogenrehabilitation, Soziotherapie, Dokumentation und Statistik